# José Joaquín Ortiz Gálvez
José Joaquín Ortiz Gálvez (Ciudad de Panamá, 20 de agosto de 1774-Madrid, mediados del siglo XIX) fue un político y funcionario neogranadino, nacido en Panamá. Fue diputado del distrito de Panamá ante las Cortes de Cádiz entre 1810 y 1813.

## Biografía
Nació en la Ciudad de Panamá, hijo de un español peninsular natural de Olivares, Manuel Ortiz Argete, y una criolla panameña, Josefa Manuela de Gálvez, el 20 de agosto de 1774.
Criado en una familia acomodada, estudió leyes en Madrid y se graduó de Derecho. Nunca regresó al istmo panameño, pero ejerció su representación en diversas instituciones. Se casó con una mujer española, apellidada Jiménez, con quien tuvo dos hijos y una hija. Tras la invasión napoleónica de 1808 a España, fue encerrado por los franceses.
Murió en Madrid, pero se desconoce la fecha exacta de su muerte.

## Carrera política
En 1810, fungía como alcalde del crimen de Barcelona, cuando el 1 de marzo de 1810, en medio de las elecciones a los diputados a las Cortes, el cabildo de Panamá eligió, entre 14 candidatos, a Ortiz Gálvez como su diputado. Acto seguido, el cabildo de Santiago, cabecera de la provincia de Veraguas, también lo eligió como su diputado. Perteneció al grupo de diputados de la Nueva Granada. Sin embargo, asistió meses después del día del comienzo de la legislatura, el 13 de mayo de 1811, tomando los poderes del cargo. En una de sus proclamas en 1812, declamó:

Pero Panamá, sí, mi dulce patria y su fértil provincia, por una especial merced del Cielo, en medio de tantas agitaciones, en medio de las seductoras tentativas de algunos díscolos; no ha desmentido su fidelidad, no ha desdorado su opinión: y sin lamentar los males, privaciones y ansiedades que
padecemos los que habitamos la afligida península, va a emposesionarse de la inestimable joya de una Constitución sabia y liberal; de una Constitución que a pesar de los defectos que pueda tener como obra de los hombres, es sin duda la menos imperfecta que se conoce en el mundo, y no puede dejar de ser la gloria de nuestra nación y la admiración de las demás; y cuyos buenos efectos ya podemos calcular por el modo con que ha sido recibida del pueblo. y del ejército donde se ha publicado, ¡Oh que idea tan lisonjera para mi alma! ¡Oh que esperanzas tan halagüeñas para un verdadero amante de su nación y de su patria!
Proclama de José Joaquín Ortiz en las Cortes el 3 de mayo de 1812.

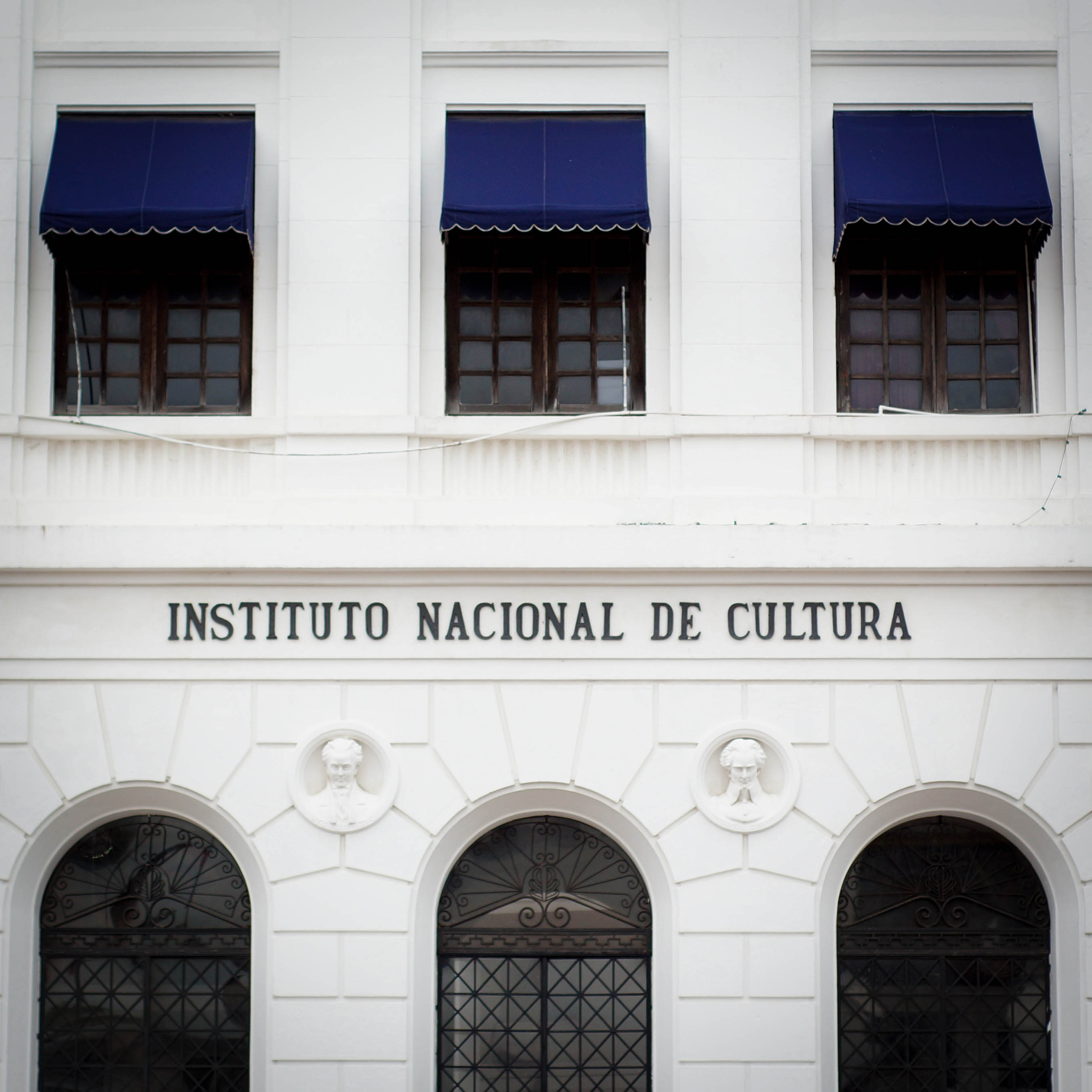
Busto de Ortiz Gálvez en el antiguo palacio de Justicia, a la izquierda.

Ocupó cargos en el parlamento como ser vicepresidente en 1812, y también dirigió las comisiones de Poderes, de Imprenta, de Marina y de Hacienda. Ejerció dos veces ser miembro del Tribunal de Cortes y fue miembro del Consejo de Estado como parte de los catorce vocales americanos.
Promovió leyes que modifican la organización territorial de las provincias americanas, la igualdad legal y la redacción de una Constitución española, la cual firmó y comunicó que había sido bien recibida en Panamá en 1813. Estuvo en contra de leyes que favorecían intervenciones británicas en América y que las diputaciones provinciales fueran excluyentes a las localidades del istmo de Panamá. Su cese efectivo como legislador fue en septiembre de 1813, pero siguió registrado como diputado propietario hasta la disolución de las Cortes en mayo de 1814. Identificado como un liberal moderado, al no firmar el Manifiesto de los Persas sufrió persecución por parte de Fernando VII y fue deportado a Venezuela en 1820, hasta la vuelta del liberalismo al poder. 
En 1912, la Asamblea Nacional de Panamá le dedicó una placa en Cádiz, en conmemoración de los 100 años de la promulgación de la Constitución de 1812. También tiene un busto en el antiguo Palacio de Justicia, sede del actual Ministerio de Cultura, en el casco antiguo de la Ciudad de Panamá.